# 3-й бронетанковий корпус (США)
3-й бронетанковий корпус (США) (англ. III Armored Corps) — військове об'єднання, армійський корпус у складі армії США. Брав активну участь у боях Першої та Другої світових війн. У ході обох світових воєн корпус бився на Західному фронті. За часів Холодної війни, корпус став основним формуванням, яке забезпечувало тренування та підготовку загальновійськових частин і підрозділів армії США до воєнних дій, що відбувалися в Кореї, В'єтнамі та локальних конфліктах. 3-й армійський корпус не брав безпосередньої участі в бойових діях до вторгнення в Ірак у 2003 році. За станом на квітень 2019 року 3-й бронетанковий корпус складається з 1-ї бронетанкової, 1-ї піхотної, 1-ї кавалерійської дивізій та 1-ї медичної бригади сухопутних військ.
Штаб-квартира корпусу, який є основним компонентом Командування сил армії США, розташована у Форт Кавазос, штат Техас.

## Історія об'єднання

### Перша світова війна
III корпус був вперше організований 16 травня 1917 року у Франції, як один з трьох з чотирьох новостворених корпусів Американських експедиційних сил, які на той час налічували понад мільйон чоловік у 23 дивізіях. Частини корпусу проходили підготовку та навчання з французькою 7-ю армією, паралельно IV корпус відповідав за підготовку американських сили, що навчався з 8-ю армією Франції.
З липня війська корпусу брали участь у Третій битві на Ені, першому великому контрнаступі союзників після нищівного відступу у Весняній кампанії кайзерівської армії. Корпус, до якого входили 1-ша та 2-га піхотні дивізії, організаційно входив у підпорядкування французької 10-ї армії. Американські війська вели напружені наступальні бої до вересня, після чого корпусу включили до щойно сформованої 1-ї американської армії, куди увійшли входило понад 600 000 осіб I, III та V корпусів.
У складі 1-ї армії генерала Першинга 3-й корпус брав активну участь у Мез-Аргоннській операції. III корпус займав східний фланг армії, захищаючи його від ударів німецьких військ та забезпечуючи прикриття головних сил армії, що наступала на Монтфокон, потім Кюнель і Романь-су-Монфокон. Наступ був повільним і стримувався недосвідченістю багатьох американських дивізій, хоча III корпус ефективно захищав свій сектор. Бої продовжувалися до вересня та жовтня, потім кілька тижнів було виділено на формування 2-ї американської армії. 1 листопада 1-ша армія перейшла в загальний наступ, прориваючись на північ до річки Маас і хребта Барікур, де бої йшли до кінця Першої світової війни.
Після закінчення Першої світової війни III корпус залишався в Європі кілька місяців, перш ніж повернувся до Сполучених Штатів, де він був розформований у Кемп-Шерман, штат Огайо.

### Міжвоєнний період
15 серпня 1927 року був активований XXII корпус, який 13 жовтня того ж року був перейменований на III корпус. Протягом більшої частини наступного десятиліття головним завданням корпусу була підготовка та тренування підрозділів. У 1940 році III корпусу було доручено підготувати до розгортання новостворені бойові дивізії армії США. Для цієї місії його перевели до Кемп-Гуда, штат Техас.

### Друга світова війна
Після вступу США у Другу світову війну, III корпус залишався в США, де йому було визначено завдання організувати оборону Західного узбережжя, зокрема Каліфорнії, від загрози нападу з боку Японії. У цей час III корпус діяв у Монтереї, штат Каліфорнія. Протягом наступних двох років III корпус підготував до бойових дій тисячі військовослужбовців, у тому числі 33 формування дивізійного штату, і брав участь у чотирьох маневрах на рівні корпусу, включаючи Луїзіанські маневри.
5 вересня 1944 року штаб корпусу прибув на Європейський театр воєнних дій. III корпус під командуванням генерал-майора Джона Міллікіна прибув до Шербура, де його включили до 9-ї армії 12-ї групи армій американського генерал-лейтенанта Омара Бредлі. Штаб корпусу дислокувався в Картереті, в Нормандії, і протягом шести тижнів корпус приймав і готував усі війська 12-ї групи армій, що прибували на плацдарми Нормандії в той період.
10 жовтня 1944 року корпус передали 3-ій армії генерал-лейтенанта Джорджа С. Паттона і передислокували в Етейн, поблизу Вердена, де його частини вперше вступили в бій. Перші бої корпусу відбулися за регіон Мец.
16 грудня в Арденнах розпочався останній німецький стратегічний наступ на Західному фронті. Понад 250 000 німецьких військ, підтриманих понад 1000 танками та штурмовими гарматами, атакували бойові порядки VIII корпусу, приблизно в 70 км на північ від III корпусу. На той час корпус складався з 26-ї та 80-ї піхотних та 4-ї бронетанкової дивізій. III корпус був переміщений на північ, щоб допомогти полегшити становище американських військ, що обороняли бельгійське місто Бастонь. о 04:00 22 грудня 1944 року розпочалася атака. Корпус просунувся на північ, захопивши німецькі війська зненацька на їх південному фланзі, відрізавши їх від головних сил. Врешті-решт 4-та бронетанкова дивізія змогла дістатися до Бастонь, де оточені німецькими силами підрозділи 101-ї повітрянодесантної дивізії вели бої в суцільному оточенні та здійснити її деблокаду. В ході боїв в Арденнах за перші 10 днів війська III корпусу звільнили понад 100 міст, включаючи Бастонь.
Протягом перших чотирьох місяців 1945 року III корпус швидко наступав у Центральній Німеччині. 25 лютого корпус, який зараз входить до складу 1-ї армії, захопив плацдарм через річку Роер, що, в свою чергу, сприяло захопленню 7 березня мосту Людендорфа в Ремагені на річці Рейн. 30 березня дамба Едерзе була захоплена непошкодженою оперативною групою «Вольф» 7-ї бронетанкової дивізії, а корпус, яким командував генерал-майор Джеймс Ван Фліт, продовжував наступальні дії, замкнувши кільце оточення в Рурському «мішку» 5 квітня 1945 року. Наприкінці квітня III корпус перенацілили на інший напрям, його частини розпочали рух через Баварію до Австрії. 2 травня 1945 року III корпусу було наказано зупинитися на річці Інн на австрійському кордоні, за кілька днів до дня V-E, коли німецькі війська капітулювали, переможно завершивши Другу світову війну в Європі.

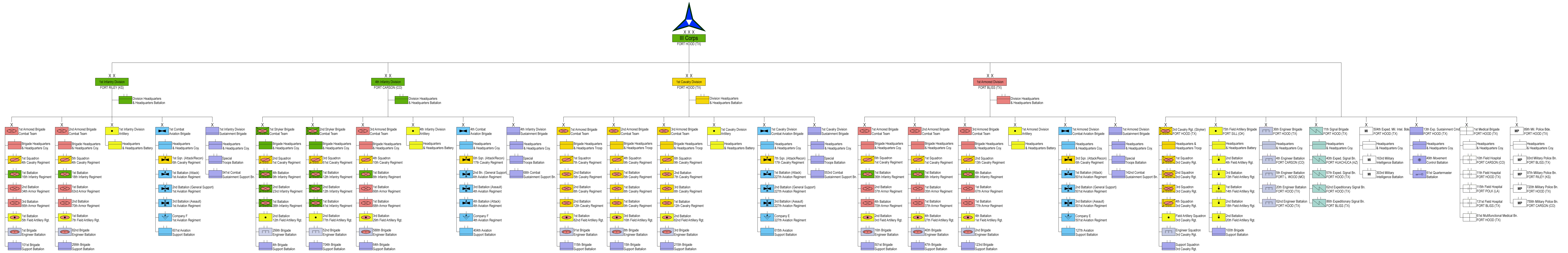
Організаційно-штатна структура 3-го бронетанкового корпусу США за станом на 2021 рік

### Холодна війна
Після 13 місяців окупаційного періоду в Німеччині корпус повернувся до Кемп-Полк, штат Луїзіана, де він був розформований 10 жовтня 1946 року.
15 березня 1951 року, в розпал Корейської війни, III корпус знову був активований у Кемп-Робертс, штат Каліфорнія. У квітні 1954 року III корпус переїхав до Форт-Гуда, в штаті Техас, де до його складу перейшли 1-ша та 4-та бронетанкові дивізії. Основним завданням корпусу було випробування нових доктрин, організаційних структур та озброєння. 5 травня 1959 року корпус втретє розформували.
1 вересня 1961 року через Берлінську кризу III корпус в четвертий раз активували. Протягом більшої частини 1960-х років III корпус та підпорядковані йому підрозділи готувались до швидкого розгортання до Європи на випадок війни, що могла розпочатися з Радянським Союзом та Варшавським блоком.
В епоху війни у В'єтнамі корпус забезпечив підготовку понад 137 підрозділів та штабних елементів для подальшого їх розгортання у Південно-Східній Азії, зокрема штаби І та II польових сил у В'єтнамі. У липні 1973 року III корпус став частиною новоствореного Командування сил, і його роль щодо організації та проведення навчальних, випробувальних та тестових завдань почала зростати. Протягом решти десятиліття III корпус брав участь у низці заходів Командування навчання та доктрин армії США, здійснював випробування нових організаційних структур та тактичних концепцій і відігравав ключову роль в іспитах новітнього озброєння та оснащення.
В рамках модернізації армії у 1980-х роках підрозділи корпусу перейшли на нові штатні структури та отримали найсучасніше озброєння та військову техніку, зокрема танк M1 Abrams, БМП M2 Bradley, вертоліт AH-64 Apache, РСЗВ M270 MLRS та мобільне абонентське обладнання. У 1987 році III корпус також здійснив найбільший розгортання збройних сил до Німеччини з часів Другої світової війни — «Reforger '87». У цей час корпус почав допомагати у навчанні та підтримці активних та резервних підрозділів.
Після закінчення Холодної війни штаб III корпусу став ключовим елементом системи управління, на який покладалися завдання щодо розгортання численних підрозділів американської армії в непередбачених ситуаціях по всьому світу. Підрозділи III корпусу направлялися в Гренаду, Панаму, Гондурас, Саудівську Аравію, Кувейт та Ірак. Восени 1990 року дві частини 6-ї кавалерійської бригади (повітряні) перекинули в Ірак під час операції «Щит пустелі». Інші підрозділи корпусу також надавали гуманітарну підтримку операції «Відродження надії» в Сомалі. Елементи III корпусу підтримали операцію «Спільні зусилля» в Боснії та Герцеговині.
Зі зменшенням чисельності інших основних армійських формувань III корпус отримав під своє командування 1-у кавалерійську дивізію, тоді як XVIII повітрянодесантний корпус взяв на себе управління швидким розгортанням для надзвичайних ситуацій, включаючи 101-у і 82-у повітрянодесантні дивізії.
Перше розгортання штабу корпусу в бойових умовах з часів Другої світової війни сталося в 2004 році, коли він був направлений в Ірак в операції «Свобода Іраку». Штаб III корпусу перебрав на себе функції штабу багатонаціонального корпусу — Ірак, змінивши V корпус.